# Micromaltídeos
Micromalthus debilis é um coleóptero nativo do Este dos Estados Unidos da América e a única espécie da família Micromalthidae, dentro da primitiva subordem Archostemata.
A família possui ainda um género fóssil, Cretomalthus.

## Características
Trata-se de um escaravelho com de 1,5 a 2,5 mm de comprimento e cor castanha escura, com pernas e antenas amarelas. A cabeça é maior que o tórax, com olhos grandes, que  se projetam de ambos os lados.

## História natural
As larvas são devoradoras de madeira, alimentando-se de troncos de várias espécies sob condições de humidade. Também sabe-se que causam danos a edifícios e postes; no entanto, as informações sobre a espécie são escassas. O ciclo vital é incomum, visto que a larva pode se desenvolver numa fêmea adulta ou dar à luz outras larvas (neotenia). A espécie espalhou-se para diversas partes do mundo, provavelmente junto com a madeira que habitam.

## Distribuição
Nativo do Leste dos Estados Unidos da América. Também presente no Oeste do Canadá, Cuba, Brasil, Hawaii, Hong Kong e África do Sul.

## Posição taxonómica
A classificação de Micromalthus debilis é controversa e instável. A espécie, anunciada pela primeira vez por LeConte em 1878, foi durante muito tempo considerada como parte da subordem Polyphaga, e situada juntamente às famílias Lymexylidae ou Telegeusidae, ou como uma família dentro da superfamília Cantharoidea. No entanto, as características da larva, as asas e a genitália masculina demonstram que deve estar na subordem Archostemata.